# Saint-Just (Ille-et-Vilaine)
Saint-Just (bret. Sant-Yust) – miejscowość i gmina we Francji, w regionie Bretania, w departamencie Ille-et-Vilaine.
Według danych na rok 1990 gminę zamieszkiwało 997 osób, a gęstość zaludnienia wynosiła 36 osób/km² (wśród 1269 gmin Bretanii Saint-Just plasuje się na 583. miejscu pod względem liczby ludności, natomiast pod względem powierzchni na miejscu 320.).